# Invariants de similitude
En algèbre linéaire, un invariant de similitude est une quantité qu'on peut associer à toute matrice carrée (à coefficients dans un corps commutatif fixé K), telle que pour deux matrices semblables cette quantité soit toujours la même. Des exemples d'invariants de similitude sont la taille de la matrice, sa trace, son déterminant, son polynôme caractéristique (dont on peut déduire les trois invariants précédents), ou encore son polynôme minimal. Du fait de cette invariance, une telle quantité peut aussi être associée à tout endomorphisme d'un espace vectoriel de dimension finie, en utilisant sa matrice dans une base quelconque de l'espace.
Un ensemble d'invariants de similitude est appelé un système complet si pour deux matrices non semblables, au moins un des invariants prend des valeurs distinctes sur les deux matrices. Les invariants mentionnés ci-dessus ne forment pas un système complet. Mais un système complet est connu : ces invariants sont classiquement appelés les invariants de similitude d'une matrice. Ces invariants consistent en une suite finie de polynômes unitaires, dont chacun divise son successeur, dont le dernier élément est le polynôme minimal, et dont le produit donne le polynôme caractéristique.
On peut montrer que, si A est une matrice carrée de taille n à coefficients dans le corps K, alors il existe une matrice B semblable à A, diagonale par blocs, et dont les blocs diagonaux sont les matrices compagnons de ces invariants de similitude. L'existence d'une telle matrice B repose sur la décomposition de Frobenius (en sous-modules cycliques) de l'espace vectoriel Kn, vu comme K[X]-module (de type fini) où X agit comme l'application linéaire définie par A. Cette décomposition est l'objet, dans un cadre plus général, du théorème des facteurs invariants. Les invariants de similitude se trouvent être les facteurs invariants de ce K[X]-module.
Le calcul de ces invariants de similitude est effectif (il ne demande pas la factorisation d'un polynôme, comme c'est le cas pour la recherche de valeurs propres), et repose sur des algorithmes du type pivot de Gauss.

## Précisions
Soient E un espace vectoriel de dimension finie non nulle sur un corps commutatif K, soit u un endomorphisme de E. On dit qu'un sous-espace F de E est u-monogène s'il existe un vecteur x de F tel que F soit le sous-espace de E engendré par les us(x), où s parcourt les naturels positifs. On peut évidemment se limiter aux nombres naturels s strictement inférieurs au degré du polynôme minimal de u. Si F est u-monogène, on a en particulier u(F) ⊆ F, de sorte qu'il existe un (et un seul) endomorphisme de F qui coïncide avec u en tout point de F. On notera u|F cet endomorphisme de F (« restriction », ou encore « birestriction », de u à F). Dire que F est u-monogène revient à dire que u(F) ⊆ F et que F est u|F-monogène. On démontre que E est u-monogène si et seulement si le polynôme minimal et le polynôme caractéristique de u sont égaux.
Théorème — Soient E un espace vectoriel de dimension finie non nulle sur un corps commutatif K, soit u un endomorphisme de E. Il existe un entier r ≥ 1, des sous-espaces E1, ..., Er de E et des polynômes unitaires P1, ..., Pr dans K[X] tels que
1. les Ei sont non nuls, u-monogènes et E est la somme directe des Ei ;
2. pour 1 ≤ i ≤ r, Pi est le polynôme minimal de u|Ei ;
3. pour 1 ≤ i ≤ r-1, Pi divise Pi+1.

La suite (P1, ..., Pr) est déterminée de façon unique. Pr est le polynôme minimal de u et P1 ... Pr est le polynôme caractéristique de u. On dit que P1, ..., Pr sont les invariants de similitude de u.
Théorème — Si E est un espace vectoriel de dimension finie non nulle sur un corps commutatif, si u et v sont des endomorphismes de E, alors u et v ont les mêmes invariants de similitude si et seulement s'il existe un automorphisme w de E tel que v = w ∘ u ∘ w-1.
On peut définir les invariants de similitude d'une matrice carrée M ∈ Mn(K) à coefficients dans un corps commutatif K comme étant les invariants de similitude de l'endomorphisme du K-espace Kn qui a M pour matrice dans la base canonique. Le théorème qui précède a pour conséquence que deux matrices de Mn(K) ont les mêmes invariants de similitude si et seulement si elles sont semblables.